# أوغست فوريل والعقيدة البهائية
كان الدكتور أوغست فوريل سويسريًا يعمل طبيبًا نفسيًا وعالمًا في تشريح الأعصاب والفطريات، بالإضافة إلى كونه باحثًا في علم تحسين النسل. أصبح عضوًا في الديانة البهائية عام 1921.
في نهاية ديسمبر 1920، كتب أوغست رسالة إلى عبد البهاء يشرح فيها علاقته بالعلم، ومشكلته مع فكرة أن العقل منفصل عن الروح، وأن الروح تبقى بعد الموت، معترفًا بأنه يتبنى موقف اللاأدرية. وفي رسالته، تساءل عما إذا كان يمكنه اعتبار نفسه بهائيًا رغم تحفظاته الفكرية. ورغم تردده، قرر لاحقًا أن معتقداته لا تتعارض مع انتمائه إلى الدين البهائي.
توفي عبد البهاء في 26 نوفمبر 1921، ووصل رده على رسالة أوغست في مارس 1922، في لوح أصبح يُعرف لاحقًا بـ"اللوح إلى الدكتور أوغست فوريل". وقد وصف شوقي أفندي، حفيد عبد البهاء ووليّ أمر الدين البهائي، هذا اللوح بأنه "واحد من أعظم وأثقل ما كتبه عبد البهاء على الإطلاق."

## اللقاء الأول مع الدين البهائي
تلقى أوغست فوريل تعليمه الديني من والدته البروتستانتية، التي علمته أن العهدين القديم والجديد من الكتاب المقدس هما كلمة الله الموحاة. بحلول الوقت الذي بلغ فيه السادسة عشرة من عمره كان قد امتلأ بالشك، وبعد أن فشلت أي آمال لديه في التحول المعجزي، لاحظ لاحقًا أنه "في المروج الهادئة المحيطة بمنزلي، كنت أبكي كثيرًا في يأس إلى ما يسمى بالإله الشخصي: "إذا كنت موجودًا حقًا، فدمرني هنا والآن؛ عندها سأعرف أنك موجود، ولكن بخلاف ذلك لا أستطيع أن أؤمن بوجودك!" لكن كل شيء كان صامتًا؛ لم أُدمر".
كان أول لقاء أوغست مع الدين البهائي من خلال ابنته مارثا وزوجها الدكتور آرثر براونز، اللذين أصبحا من أتباع الدين البهائي في كارلسروه، في عام 1920. أشار أوغست إلى هذه الفترة واتصاله الأولي بالدين البهائي في كتابه "أخلاق المستقبل" ، والذي اعتبره شخصيًا أحد أهم أعماله، والذي ذكر فيه أنه قبل أن يعرف أي شيء عن الدين البهائي، كتب مقالًا بعنوان " دين الخير الاجتماعي" ، يدعو فيه الناس من أي طائفة إلى إنشاء منظمة أخلاقية قائمة على "هذه الحياة" بدلاً من الحياة الآخرة. كما وصف كيف أنه عندما صادف تعاليم بهاء الله التي ركزت على وحدة الأديان لصالح البشرية جمعاء، قرر أن يصبح بهائيًا، وانضم إلى البهائيين في كارلسروه.
وبعد عدة سنوات أشار أوغست إلى دين الخير الاجتماعي في مقال آخر بعنوان "الرؤية العالمية للعالم " حيث أوضح أنه عند إكماله للمقال في مارس 1919 أضاف عبارة "الدين العلمي". وأوضح كذلك أنه عندما صادف الحركة البهائية في منزل صهره وكتب رسالة إلى عبد البهاء بعد ذلك بفترة وجيزة، سحب دينه العلمي للخير الاجتماعي باعتباره غير ضروري بالنظر إلى ما اكتشفه في التعاليم البهائية.
في ملحق أضاف أوغست إلى وصيته في أغسطس 1921، والذي أدرجه المحرر في مذكراته، من حياتي وعملي، ذكر أنه في عام 1920، في كارلسروه، تعرف لأول مرة على "الدين العالمي فوق الطائفي للبهائية -"، كما أعرب أيضًا عن رغبته الحارة في أن يصبح الدين البهائي"العيش والازدهار من أجل خير البشرية".

## المراسلات مع عبد البهاء.
في 28 ديسمبر 1920، أرسل أوغست رسالة إلى عبد البهاء، وصف فيها معتقداته، ومعلومات عن الأدب البهائي الذي قرأه، وأعرب عن دهشته من وضوح رؤية عبد البهاء. وأوضح أنه في سن الثانية والسبعين كان لا يزال مفتونًا بـ "حقائق العلم"، بعد أن كتب على نطاق واسع عن سلوك النمل، وتشريح الدماغ ومواضيع علمية أخرى، واستمر في شرح أنه كان أحاديًا، معتقدًا أن وظيفة الدماغ والعقل "أو الروح" لا تنفصلان. وكتب أن هذا هو السبب الذي جعله غير قادر على الاعتقاد بأن الروح تبقى على قيد الحياة بعد الموت. وأشار أيضًا إلى أنه كان لا أدريًا تمامًا، "مثل الفيلسوف سقراط أو عالم الطبيعة العظيم داروين"، وأنهى رسالته بالسؤال عما إذا كان بإمكانه، نظرًا لإلحاده، أن ينتمي إلى الديانة البهائية.
ولم ينتظر أوغست رد عبد البهاء قبل أن يقرر أن معتقداته تتفق مع كونه عضوًا في الدين البهائي، ووفقًا لرسالة كتبها إلى محرر مجلة البهائية Sonne de Wahrheit، فقد تأثر قراره بمقال نُشر في نفس المجلة في مارس 1921، باستخدام نص المحادثات التي جرت بين عبد البهاء والدكتور ج. فولشير [جوزيفينا تيريزيا زورشر]. تناولت المقالة المعنية قصة الخلق كما وردت في سفر التكوين فيما يتعلق بنظرية داروين في التطور، حيث ذكرت أن الخلق كان "عملية تقدمية"، وأن نظريات داروين والوحدانيين، بدلاً من كونها مجرد "أفكار مادية وإلحادية"، هي "حقائق دينية استخدمها الملحدون والمضللون بشكل غير مبرر في حملتهم ضد الدين والكتاب المقدس".
توفي عبد البهاء في 26 نوفمبر 1921؛ وكان رده على رسالة أوغست المؤرخة في 28 ديسمبر 1920، بعنوان لوح للدكتور أوغست فوريل، وصلت في النهاية في مارس 1922، مصحوبة برسالة توضيحية من عبد البهاء. حفيده، شوقي أفندي، الذي أشار لاحقًا إلى اللوح باعتباره "أحد أثقل" اللوح الذي كتبه عبد البهاء على الإطلاق. وفي رسالته إلى فورل شوقي أفندي، أعرب عن أسفه بشأن الوقت الذي استغرقه وصول اللوح إليه، وأشار إلى الحزن الذي سببه رحيل عبد البهاء المفاجئ، وأكد أنه لولا عملية الحصول على ترجمات جيدة باللغتين الإنجليزية والفرنسية، لكان رد عبد البهاء قد وصل في وقت أقرب بكثير. وأبلغ شوقي أفندي فوريل أيضًا أنه أُرسلت نسخة باللغة الإنجليزية إلى السيد أ. أصفهاني، الذي كان أوغست يعرفه، وأعرب عن قراره بالانتظار للحصول على موافقة أوغست قبل مشاركتها مع البهائيين في العالم.
ولم يضيع أوغست أي وقت في الرد على رسالة شوقي أفندي، معترفًا باستلام الترجمات المختلفة، معربًا عن حزنه عند علمه بوفاة عبد البهاء، ومنح الإذن بتوزيع اللوح. كما ذكر أنه سأل " عبد البهاء" سؤالاً لم يُجاب عليه بسبب رحيل " عبد البهاء"، والذي كان يأمل أن يجيب عليه شوقي أفندي في مكانه، موضحًا أنه من خلال دراسته للعلوم كان يعتقد أن الروح البشرية، بقدرتها على الشعور والفهم، متطابقة مع عمل الدماغ، وسأل عما إذا كان يمكن اعتباره بهائيًا على الرغم من هذا الاعتقاد. لا يوجد سجل لرد من حضرة شوقي أفندي على أوغست، كما هو الحال فيما يتعلق بمعظم المراسلات بينهما، على الرغم من أن أوغست أشار إلى أنهما كانا يتراسلان. "في كثير من الأحيان" و"بجد". ومع ذلك، في رسالة كتبها شوقي أفندي عام 1931 إلى مارثا براونز فوريل، ابنة أوغست، بعد وفاة أوغست، ذكر شوقي أفندي أنه على الرغم من افتقار أوغست إلى الفهم فيما يتعلق بالجوانب الأساسية للإيمان البهائي، فلا شك أن لوح عبد البهاء قد أحدث تغييرات كبيرة في فلسفته الأحادية وفتح الطريق أمامه ليكون قادرًا على قبول الإيمان، وإن كان ذلك مع "لمحة جزئية عن الوحي البهائي".

## الأنشطة البهائية والمنشورات والمراسلات.
عندما أعلن أوغست إيمانه بالبهائي في عام 1921 كان عمره 73 عامًا وكان يعاني من إعاقات جسدية، بما في ذلك الشلل في الجانب الأيمن نتيجة لسكتتين دماغيتين، والزرق في كلتا العينين، والذي خضع بسببه لعملية جراحية. وعلى الرغم من شكواه من ضعفه وندمه على شعوره بعدم قدرته على "فعل المزيد ... من أجل الإنسانية"، إلا أنه تمكن مع ذلك من المساهمة بالوقت والطاقة في تعزيز الإيمان. وفي مقالته "وحدة العالم على كوكبنا الأرضي الصغير" ، أشار إلى أن الانضمام إلى الديانة البهائية وتأسيس الجماعات البهائية كان أحد الطرق للعمل نحو وحدة العالم، وهو ما ركز عليه بمجرد أن أصبح بهائياً. وبعد فترة وجيزة من وفاة عبد البهاء، تناولت المراسلات بين أوغست والسيد عبد الحسين أصفهاني أهمية مواصلة عمل عبد البهاء، وبحلول نهاية مارس 1922 كانت الخطط الأولية جارية لتأسيس جماعة بهائية في لوزان، حيث عقد الاجتماع الأول في 13 مايو 1922. كما أنتجت المجموعة البهائية مواد مطبوعة تتضمن قائمة بالمبادئ البهائية، والتي أدرجها أوغست أيضًا في رسالة إلى وزير الخارجية الفرنسي في أبريل 1925.
كان أوغست حريصًا على إعلان تأييده للتعاليم البهائية، حيث ساهم بمقالات في منشورات بهائية، بالإضافة إلى أعمال شخصية بما في ذلك Philosophie Popular، و Mensonge ou Erreur chez l'homie Normal، و Der Weg zur Culture، و Les Etats Unis de la Terre، والذي كتب في الأصل عام 1914 قبل ولادة مفهوم عصبة الأمم، مع إضافة ملحق لاحقًا مخصص للدين البهائي. في يناير 1922، ظهرت مقالته "العمل الأخلاقي والتربية الاجتماعية"، والتي خصصها بالكامل للدين البهائي، والتي اعتبرها من أهم مقالاته، في الطبعة الأولى من منشور بعنوان "اليوم"، ثم ظهرت مرة أخرى في أبريل من نفس العام في مجلة "الفكرة الحرة" تحت عنوان جديد، "دين البهائيين". في عام 1923، نُشر كتاب جي إي إيسلمونت، بهاء الله والعصر الجديد، في إنجلترا، وبعد أن قرأه أوغست، أعد ملخصًا نشره في العديد من الصحف، مما تسبب في رد فعل في إحداها بقوله دون تحفظ: "دعونا جميعًا، رجالًا ونساءً على حد سواء، نصبح بهائيين الآن".
كان أوغست يتراسل مع العديد من البهائيين البارزين في أوروبا وبلاد فارس والولايات المتحدة، بما في ذلك المعلمة العالمية مارثا روت، التي التقى بها شخصيًا في عام 1929 أثناء زيارتها لسويسرا. كان انطباعها عن أوغست أنه كان "رسولًا مجيدًا ومحبًا لبهاء الله"، والذي شارك التعاليم البهائية مع "كل معلم في سويسرا"، وكان واحدًا من أكثر الإنسانيين ذكاءً ولطفًا وعدلاً الذين قابلتهم على الإطلاق.

## الدفاع عن الدين البهائي
أدى تأسيس سلالة بهلوي على يد رضا شاه في بلاد فارس عام 1925 إلى اندلاع موجة من الاضطهاد ضد المجتمع البهائي. وعندما علم أوغست بهذه الاضطهادات من خلال الاتصالات التي أجراها معه حضرة شوقي أفندي، اتخذ إجراءً فوريًا بإيصال الوضع إلى انتباه الرأي العام الأوروبي. في وقت مبكر من الأسبوع الأول من أبريل 1925 أرسل أوغست رسالة إلى إدوارد هيريوت - رئيس المجلس ووزير الخارجية الفرنسي، موضحًا تفاصيل الفظائع التي ارتُكبت وطلب من الصحافة والحكومات الأوروبية أن تفعل كل ما في وسعها لوقفها، "أو على الأقل الحد منها قدر الإمكان". وتابع أوغست رسالته بكتابة مقال إلى صحيفة Neue Freie Presse في فيينا بعنوان "دين مضطهد:"القسوة الإسلامية ضد البهائيين"، وبعد أيام قليلة من نشر المقال، تلقى أوغست رسالة من جيه إي إيسلمونت نيابة عن شوقي أفندي، يشكره فيها على المقال ويسأله عما إذا كان من الممكن ترتيب نشره في صحف إضافية. وبعد وقت قصير من ظهور الترجمة التركية في "صحيفة إسطنبول التقدمية"، أرسل شوقي أفندي برقية إلى أوغست، معرباً عن سروره بالمقال في المجلة الفيينية، ومعلقاً على أنه حقق "نتيجة ملحوظة". وعندما تزايد الاضطهاد بعد عام، كتب أوغست مقالاً في صحيفة نويه تسورخر تسايتونج، وأرسله أيضاً إلى السير إريك دراموند، الأمين العام لعصبة الأمم، مصحوباً برسالة شخصية. ولكن الاستجابة لم تكن مشجعة، مشيرة إلى أن عصبة الأمم لم تكن قادرة على اتخاذ مثل هذا الإجراء إلا إذا قبلت دولة أو بلد اتفاقية دولية تتعلق بحماية الأقليات، وهو ما لم تقبله بلاد فارس.
في 27 أبريل 1927 أرسل شوقي أفندي رسالة إلى البهائيين في الغرب، يبلغهم فيها باستشهاد بهائي آخر في بلاد فارس. وقد تضمنت رسالة بعث بها شوقي أفندي إلى أوغست نسخة من هذه الرسالة، طالباً منه مشاركة هذا التطور الأخير مع الصحف في ألمانيا وسويسرا. وفقًا لملاحظاته على الرسالة، أرسل أوغست الخبر إلى العديد من المنشورات، بما في ذلك الصحيفة اليومية النمساوية، Neues Wiener Abendblatt، في 10 يونيو 1927 تحت عنوان "شهيد دين جديد: "قتل بهائي".
في نوفمبر 1927 كتب أوغست إلى مصطفى كمال أتاتورك، والد تركيا الحديثة، بما في ذلك المبادئ البهائية التي نشرها هو والمجتمع البهائي الأول في لوزان في عام 1922. بدأ خطابه بالثناء على أتاتورك لخطابه الذي استمر ستة أيام، قبل أن يخبره بمقال كتبه لمنشور ألماني عن البهائيين، والذي تُرجم إلى اللغة التركية ونُشر في صحيفة تقدمية في إسطنبول. ولفت أوغست انتباهه إلى المبادئ البهائية، واقترح أنه إذا أعلن أتاتورك البهائية كدين رسمي لتركيا، "بالإضافة إلى الإسلام"، فإنه لن يساهم في التقدم فحسب، بل سيقدم أيضًا مثالًا لأوروبا بأكملها وجميع دول العالم. وبعد عدة أشهر أمرت الحكومة التركية الشرطة في سميرنا بالتحقيق في أنشطة البهائيين المحليين، وعندما سافر رئيس الجمعية الروحية المحلية في القسطنطينية إلى سميرنا من أجل تقديم دعمه، أُعتقل هو وأعضاء آخرين في الجمعية الروحية المحلية، و صُدرت كل الأدبيات البهائية من منازلهم. ليس من المعروف ما إذا كانت رسالة أوغست إلى أتاتورك لها أي تأثير على ما حدث بعد هذه الحادثة، ولكن لحسن الحظ لم تُرجع الكتب فحسب، بل أدى الدعاية في العديد من الصحف إلى تخفيف الحكومة لحظرها القاسي على المجتمع البهائي في تركيا.

## خطبة الجنازة
توفي أوغست في 27 يوليو 1931. لقد كتب خطاب جنازته بنفسه في عام 1912، إضافة ملحق في عام 1921 بعد ولائه للدين البهائي، والذي ضُمن من قبل المحرر في مذكرات أوغست، من حياتي وعملي. في جنازته في 29 يوليو 1931، أمام مئات الأصدقاء والزملاء المتجمعين، قرأ ابنه الخطاب، الذي تضمن تأكيد أوغست أنه في عام 1920، في كارلسروه، تعرف لأول مرة على "الدين العالمي فوق الطائفي للبهائيين -"، ويضيف قائلاً: "هذا هو الدين الحقيقي للخير الاجتماعي الإنساني، بدون عقائد أو كهنة، يوحد كل البشر على هذا الكوكب الأرضي الصغير. لقد أصبحت بهائيًا. "أتمنى أن يعيش هذا الدين ويزدهر من أجل خير البشرية، هذه هي أمنيتي الأكثر حرارة."

## روابط خارجية
- رسالة كتبها عبد البهاء عام 1921 ردًا على رسالة من البروفيسور أوغست فوريل